# Elizabeth (telenovela)
Elizabeth es una telenovela venezolana de la década de los años 80, transmitida por la cadena RCTV en 1981. Original de Pilar Romero y José Simón Escalona, fue protagonizada por Caridad Canelón y Orlando Urdaneta.

## Trama
Durante un evento estudiantil la colegiala Elizabeth, junto a su prima y mejor amiga Lourdes, huyen asustadas y ambas sufren de idénticos mareos. En el ínterin las jóvenes son ayudadas por el periodista Juan David, quien las lleva a su casa. A pesar de tener una novia, Juan David se interesa en Elizabeth y vuelve a buscarla. Lourdes y su prima siguen sufriendo mareos. Lourdes descubre que está embarazada de un hombre humilde a quien su madre nunca aceptará, así es que decide abortar a pesar de las advertencias de su prima Elizabeth. 
Los mareos de Elizabeth tienen una causa más grave: sufre de leucemia. La única esperanza de salvación de la joven es un trasplante de médula ósea de un pariente cercano. 
Los desesperados padres de Elizabeth tienen que confesarle que es adoptada. Comienzan una búsqueda frenética hasta que localizan a Graciela, la verdadera madre de Elizabeth. 
Elizabeth hace amistad con Graciela, quien ahora es una famosa periodista. El trasplante de medula fracasa. Graciela se ve obligada a buscar al padre de su hija, un hampón miserable que solo por dinero acepta donar su médula. Lourdes convence a su madre que acepte su matrimonio con el padre de su hijo. 
Elizabeth, aparentemente curada, se casa con Juan David, pero un embarazo vuelve a poner en peligro su vida. Elizabeth muere tras dar a luz a su hija. Al final Juan David, queda feliz cuidando a su hija y recordando con cariño a su amada Elizabeth.

## Elenco
- Caridad Canelón - Elizabeth
- Orlando Urdaneta - Juan David
- Grecia Colmenares - Lourdes
- Hilda Vera - Jimena
- Carmen Julia Álvarez - Graciela
- Miguel Ángel Landa
- Rafael Briceño
- Dilia Waikkarán
- Zoe Ducós
- Raquel Castaños
- Laura Brey - Melania
- Víctor Cámara
- Javier Vidal - José Antonio
- Yanis Chimaras - Aníbal
- Virginia Urdaneta
- Rosario Prieto
- América Barrios
- Evelyn Berroterán
- Lourdes Valera
- Hugo Martínez Clemente

## Versiones
- Mi prima Ciela, telenovela realizada en Venezuela, también por el canal RCTV en el 2007. Producida por Ana Visozo González, y protagonizada por Mónica Spear y Manuel Sosa.

- La nueva versión hecha por RCTV (Mi prima Ciela), es una fusión de esta telenovela con la telenovela Maite, que también protagonizaron Orlando Urdaneta y Caridad Canelón.

- Se realizó una versión en Chipre titulada Gia tin agapi sou (Por tu amor), protagonizada por Mariana Santi y Fotis Georgidis, esta versión se basó en la nueva versión de RCTV, Mi prima Ciela.